# Vivian Alivizache
Vivian Alivizache (n. 27 aprilie 1953 – d. 8 mai 2022) a fost o actriță română de teatru și film, cunoscută pentru interpretarea rolului Wandei Serafim din filmul Cuibul de viespi (1987).

## Biografie
A absolvit Institutul de Artă Teatrală și Cinematografică din București, secția actorie, în anul 1979, la clasa profesoarei Sanda Manu. Între anii 1979-1980 a jucat la Teatrul Național din Timișoara, iar din 1981 a început să joace la Teatrul Național din București.

## Premii
- Medalia de aur a Festivalului Institutelor de teatru pentru rolul interpretat în spectacolul de diplomă Iadeș de Alexandru Macedonski[2]

## Filmografie
- Singur printre prieteni (1979)
- Artista, dolarii și ardelenii (1980)
- O lumină la etajul zece (1984)
- Cuibul de viespi (1987)